# ノルベルト・ギェンベール
- ノルベルト・ギョンベール

ノルベルト・ギェンベール（Norbert Gyömbér，1992年7月3日 - ）は、スロバキア・バンスカー・ビストリツァ県レフカ出身のサッカー選手。スロバキア代表。USサレルニターナ1919所属。ポジションは、ディフェンダー(CB)。

## 経歴

### クラブ
地元クラブでプレーを始め、2006年にFKデュクラ・バンスカー・ビストリツァの下部組織に入団した。2011年10月1日のリーグ・MFKルジョムベロク戦でプロデビュー。
2013年7月1日、カルチョ・カターニアに4年半契約で完全移籍。
2015年8月18日、ASローマに一年間レンタル移籍。2016年7月21日に150万ユーロで完全移籍。
2016年8月15日、デルフィーノ・ペスカーラ1936に一年間レンタル移籍。
2017年2月16日、ロシアのFCテレク・グロズヌイに2016–17シーズン終了までレンタル移籍。
2017年8月31日、FCバーリ1908にレンタル移籍。
2018年8月14日、ペルージャ・カルチョと3年契約を結んだことが発表された。
2020年9月12日、USサレルニターナ1919に3年契約で加入した。

### 代表
UEFA EURO 2016のメンバーに選ばれ、2試合に出場した。